# Aequidens coeruleopunctatus
Aequidens coeruleopunctatus är en fiskart som först beskrevs av Kner, 1863.  Aequidens coeruleopunctatus ingår i släktet Aequidens och familjen Cichlidae. Inga underarter finns listade i Catalogue of Life.